# Valentin Scherz
Pour les articles homonymes, voir Scherz.
Valentin Scherz, né le 14 juin 1990 à Épalinges, est un coureur cycliste suisse, spécialiste du cyclo-cross

## Biographie
Membre de l'équipe Cyfac-Champion System Racing en 2010, il compte trois victoires professionnelles, toutes acquises aux États-Unis : le HPCX à Jamesburg en 2009 et 2010 et le Beacon Cross à Bridgeton. En 2008, il gagne le Grand Raid à Verbier dans la catégorie "Juniors". En 2009, il participe au Grand Raid dans la catégorie "Hommes" et fini 6e en 19h30 (quelle distance s’il vous plaît?). Il a arrêté sa brillante carrière pour suivre ses études en médecine.

## Palmarès en cyclo-cross
- 2007-2008
  - 2e du championnat de Suisse de cyclo-cross juniors

- 2009-2010 
  - HPCX, Jamesburg

- 2010-2011 
  - Beacon Cross, Bridgeton
  - HPCX, Jamesburg
  - 2e du championnat de Suisse de cyclo-cross espoirs
  - 7e du championnat du monde de cyclo-cross espoirs